# Kamp (fiume)
Il Kamp è un fiume lungo 153 km che scorre nell'Austria settentrionale, affluente di sinistra del Danubio. Le sorgenti del Kamp sono sul confine tra Bassa Austria e Alta Austria, presso la città di Liebenau, nel Mühlviertel. Il corso ha per lo più direzione ovest-est attraverso Rapottenstein (dove riceve l'affluente Kleine Kamp), Zwettl, Krumau am Kamp e Gars am Kamp. Il Kamp si getta nel Danubio presso Grafenwörth, ad est di Krems.